# Арена Кариока
«Арена Кариока» (порт. Arena Carioca, англ. Carioca Arena) — многоцелевой спортивно-концертный комплекс в Рио-де-Жанейро (Бразилия). Открыт в 2016 году. Расположен в Олимпийском парке в районе Барра-да-Тижука рядом с другими олимпийскими спортивными объектами. Комплекс принимал соревнования борцов, дзюдоистов, тхэквондистов, фехтовальщиков, а также баскетбольный турнир летних Олимпийских игр 2016 года.
Строительство началось в 2009 году (Арена Кариока 1), завершено в 2016 году. После Игр — Олимпийский тренировочный центр после частичного демонтажа.
Комплекс состоит из нескольких рядом стоящих зданий, выполненных в едином архитектурном решении:
- Арена Кариока 1 — баскетбольная арена площадью 38 тыс. кв. м. Вместимость во время Игр — 16 000 человек. На Паралимпийских играх здесь будут соревноваться баскетболисты и регбисты. В качестве тестовых мероприятий перед Играми здесь прошли волейбольные матчи Мировой лиги 2016 года (мужчины) и мирового Гран-при 2016 года (женщины). После Игр — часть Олимпийского тренировочного центра вместимостью 6000 человек (12 видов спорта)
- Арена Кариока 2 — в рамках Игр: арена для соревнований борцов и дзюдоистов. На Паралимпийских играх — соревнования по бочче. Вместимость — 10 000 человек.
- Арена Кариока 3 — в рамках Олимпийских игр: соревнования по тхэквондо и фехтованию. В рамках Паралимпийских игр: соревнования по дзюдо. Вместимость — 10 000 человек. После Игр — спортивная школа, в которой смогут заниматься до 850 человек.

Рядом с «Ареной Кариока 1» также расположена «Арена ду Футуру» (порт. Arena do Futuro), выполненная в другом архитектурном стиле. Изначально «Арена ду Футуру» рассматривалась как часть Олимпийского тренировочного центра вместе с «Ареной Кариокой» (Арена Кариока 4), но затем получила другое название. На этой арене прошли соревнования гандболистов (в рамках Паралимпийских игр — соревнования по голболу).